# Naši i vaši
Naši i vaši je hrvatska humoristična serija u čija se pilot epizoda prikazala 16. travnja 2000. godine na HRT-u. Nakon uspjeha pilot epizode, koju je pogledalo 44,7 posto gledatelja, u rujnu iste godine odlučeno je da će se snimiti još šest nastavaka koji su se prikazali od 25. ožujka do 29. travnja 2001. Prva sezona serije imala je 6 epizoda, a druga i posljednja sezona brojila je 15 epizoda.

## Radnja
Studentica sociologije Iva, podrijetlom Hercegovka, i njezin kolega s fakulteta Neno, Zagrepčanin, objave roditeljima da će se oženiti jer očekuju dijete. I jedni i drugi roditelji protive se svadbi, no kad konačno dođe do prošnje, stvari se krenu razvijati neočekivanim tijekom.

## Glumačka postava

### Glavna glumačka postava
| Glumac/glumica           | Lik                    | Sezona u seriji |
| ------------------------ | ---------------------- | --------------- |
| Hrvoje Klobučar          | Nenad "Neno" Smolek    | 1-2             |
| Dijana Bolanča           | Iva Rašelić            | 1-2             |
| Slavko Brankov †         | Stjepan "Štef" Smolek  | 1-2             |
| Mirjana Majurec †        | Biserka "Biba" Smolek  | 1-2             |
| Emil Glad †              | Franjo "Franc" Smolek  | 1-2             |
| Filip Radoš              | Antun "Antiša" Rašelić | 1-2             |
| Mirela Brekalo           | Milka Rašelić          | 1-2             |
| Semka Sokolović-Bertok † | Stana Rašelić          | 1-2             |
| Vedran Mlikota           | Jure Rašelić           | 1-2             |
| Ljubomir Kerekeš         | Grga                   | 2               |
| Galiano Pahor †          | Flavio                 | 2               |

## Pregled serije
| Sezona | Sezona | Epizode | Epizode | Originalno emitiranje | Originalno emitiranje |
| Sezona | Sezona | Epizode | Epizode | Premijera             | Finale                |
| ------ | ------ | ------- | ------- | --------------------- | --------------------- |
|        | Pilot  | 1       | 1       | 16. travnja 2000.     | 16. travnja 2000.     |
|        | 1.     | 6       | 6       | 25. ožujka 2001.      | 29. travnja 2001.     |
|        | S      | 1       | 1       | 31. prosinca 2001.    | 31. prosinca 2001.    |
|        | 2.     | 15      | 15      | 30. ožujka 2002.      | 6. srpnja 2002.       |

### Pilot epizoda (2000.)
| 1. | 0. | "Život sa žoharima" | Vanča Kljaković | Mario Raguž Silvija Šesto | 16. travnja 2000. |
| Studentica sociologije Iva, podrijetlom Hercegovka, i njezin kolega s fakulteta Neno, Zagrepčanin, objave roditeljima da će se oženiti jer očekuju dijete. I jedni i drugi roditelji protive se svadbi, no kad konačno dođe do prošnje, stvari se krenu razvijati neočekivanim tijekom. |    |                     |                 |                           |                   |

### Prva sezona (2001.)
| 2. | 1. | "Djed i baka" | Vanča Kljaković | Mario Raguž | 25. ožujka 2001.  |
| Baba Stana i dedo Franc nisu naišli na odobravanje nijedne od dviju obitelji. Situacija se dodatno zakomplicira kada Biba i Milka posumnjaju da se njih dvoje namjeravaju vjenčati. Za Hercegovce bi to predstavljalo obiteljsku sramotu, dok se Prigorci boje da bi mogli ostati bez nasljedstva.     |    |               |                 |             |                   |
| 3. | 2. | "Školovanje"  | Vanča Kljaković | Mario Raguž | 1. travnja 2001.  |
| Jure i njegov poslovni partner Jozo bezuspješno pohađaju večernju školu, jer bez položenog ispita iz trgovine ne mogu legalizirati svoj posao. Kada saznaju da u toj školi predaje Štef, pokušavaju preko njega doći do diplome.                                                                       |    |               |                 |             |                   |
| 4. | 3. | "Moda"        | Vanča Kljaković | Mario Raguž | 8. travnja 2001.  |
| Milka je nezadovoljna svojom odjećom i pod svaku cijenu želi izgledati dotjerano. Zbog toga zamoli Bibu, koju doživljava kao pravu gradsku damu, da joj bude modna savjetnica. Situaciju dodatno pogoršava ljubomorna Biba, kojoj jedno "pernato čudovište" iz Kašine uništi cijelu garderobu.         |    |               |                 |             |                   |
| 5. | 4. | "Podstanari"  | Vanča Kljaković | Mario Raguž | 15. travnja 2001. |
| Na užas svojih roditelja, Neno i Iva odluče živjeti zajedno, iako nemaju ni novca ni odgovarajuće uvjete. Jure priskoči u pomoć svojoj sestri i besplatno joj ustupi svoje vlažno podrumsko skladište, ali za to traži protuuslugu.                                                                    |    |               |                 |             |                   |
| 6. | 5. | "Zdravljak"   | Vanča Kljaković | Mario Raguž | 22. travnja 2001. |
| Švercer Švabo prevario je Juru i Jozu za veliku količinu televizora. Dok planiraju osvetu, saznaju da se u Štefovoj školi otvara zdravljak i da se za njega natječe upravo Švabo. Pitanje je kako mu preoteti zdravljak kad znaju da kod Štefa ne prolaze nikakve veze. Ipak, Jure osmisli lukav trik. |    |               |                 |             |                   |
| 7. | 6. | "Promocija"   | Vanča Kljaković | Mario Raguž | 29. travnja 2001. |
| Baba Stana i dedo Franc nisu naišli na odobravanje nijedne od dviju obitelji. Situacija se dodatno zakomplicira kada Biba i Milka posumnjaju da se njih dvoje namjeravaju vjenčati. Za Hercegovce bi to predstavljalo obiteljsku sramotu, dok se Prigorci boje da bi mogli ostati bez nasljedstva.     |    |               |                 |             |                   |

### Novogodišnji specijal (2001.)
| 8. | 1. | "Doček" | Zoran Sudar | Mario Raguž | 31. prosinca 2001. |
| Iva i Neno planiraju organizirati tulum za doček Nove godine u kući njezinih roditelja Hercegovaca. Najprije moraju smisliti kako se riješiti roditelja, pa odlučuju prirediti još jedan tulum, onaj za obje obitelji u stanu Prigoraca. Hoće li novogodišnji tulum uspjeti? I mogu li Hercegovci i Prigorci uopće zajedno dočekati 2002. godinu? |    |         |             |             |                    |

### Druga sezona (2002.)
| 9. | 1.  | "Uskrs"              | Zoran Sudar | Mario Raguž | 30. ožujka 2002.  |
| Kod Prigoraca se za Uskrs ostaje kod kuće, dok se kod Hercegovaca ide u čestitanje. Milka, naravno, nazove Bibu. Zbunjena Biba, na Štefovo zaprepaštenje, pozove Hercegovce da im se pridruže. S njima dolazi i Ivina starija sestra Mila. Flavio je već kod Hercegovaca, ali kada ugleda Milu, ostane potpuno očaran. Čini se da je u zraku doista nešto neobično, jer i Štef i Antiša iznenada započinju nadmetanje u romantici. Jedino što nedostaje jest nepristran sudac. Upravo tada na vrata Prigoraca pokuca prosjak. |     |                      |             |             |                   |
| 10. | 2.  | "Adaptacija"         | Zoran Sudar | Mario Raguž | 6. travnja 2002.  |
| Antiša je u Njemačkoj nabavio kvalitetnu boju za zidove i poslao je obitelji u Zagreb. No, kada se nakon tri mjeseca rada na baušteli vrati kući, zatekne zidove obojene običnom bojom. Brzo shvati što se dogodilo, Jure je njegovu boju skupo prodao i kupio jeftiniju. Ljut na ukućane, Antiša odlazi u gostionicu "Kod Grge" s novčanikom punim tromjesečne zarade, odlučan da se napije. Tamo susreće Štefa, kojeg je Biba napala jer je još prije godinu dana obećao obojiti stan. Već prilično pripit, Antiša odlazi na WC, gdje mu ispadne novčanik. Nakon njega u WC ulazi Štef i pronađe ga.                                                                     |     |                      |             |             |                   |
| 11. | 3.  | "Bez imena"          | Zoran Sudar | Mario Raguž | 13. travnja 2002. |
| Televizijska ekipa koja snima anketu slučajno naiđe na Babu i Dedu u šetnji. Tema ankete je položaj umirovljenika, a Baba i Deda održe kratke, ali vrlo upečatljive govore. Nakon emitiranja emisije postaju prave zvijezde u susjedstvu, a osobito u vlastitim domovima. Milka i Antiša te Biba i Štef u tome vide priliku i počinju maštati o visokim dužnosničkim položajima. Ubrzo padne odluka o osnivanju zajedničke stranke, no ostaje pitanje, hoće li se zvati Hercegovačko-prigorska ili Prigorsko-hercegovačka? |     |                      |             |             |                   |
| 12. | 4.  | "Ročnik"             | Zoran Sudar | Mario Raguž | 20. travnja 2002. |
| Danas nitko nije sretniji od Štefa, njegova kolegica iz škole odlazi na rodiljski dopust, pa je Štef uspio pronaći posao za svog sina Nenu. No, baš dok usred ručka objavljuje tu radosnu vijest ukućanima, poštar donosi Neninu vojnu pozivnicu. Biba i Štef očajavaju, ali nada još postoji. Flavio zna pravog liječničkog stručnjaka koji bi mogao odgoditi vojsku, a Neno se nećka oko glume bolesti. Iva nije oduševljena, a Jure odlazi korak dalje, pronalazi liječnika koji bi Nenu mogao potpuno osloboditi vojske. No, je li taj liječnik uopće pravi? Pogledajte!                                                                                               |     |                      |             |             |                   |
| 13. | 5.  | "Neki to vole vruće" | Zoran Sudar | Mario Raguž | 27. travnja 2002. |
| Prošlo je šest mjeseci i Neno se vraća iz vojske. Ukućani mu pripremaju veličanstven doček, no on nema puno vremena za njih jer se mora naći s Ivom. Dok je Neno vani, Prigorce nazove Iva i saznaje se da je on s njom. Ali kako? Svi su zbunjeni. Iva odlazi s bratom Jurom na piće, a Jure kroz prozor kafića ugleda djevojku svojih snova, baš onakvu kakvu je zamišljao kao svoju buduću. Zaljubi se na prvi pogled, no kad uz djevojku ugleda njezina pratitelja, Iva prepoznaje Nenu. Razočarana i uvrijeđena, shvaća da ju je lagao. Je li moguće da Neno vara Ivu?                                                                                                |     |                      |             |             |                   |
| 14. | 6.  | "Srebrni pir"        | Zoran Sudar | Mario Raguž | 4. svibnja 2002.  |
| Nakon dvadeset i pet godina braka, Biba poželi da se uda „kako Bog zapovijeda“, u crkvi. No, Štefu ni na kraj pameti nije ponovno se vjenčati sa ženom s kojom je već oženjen, ne želi, kako kaže, ispasti budala. Ipak, morat će popustiti jer mu Biba prijeti da će prestati prati, glačati i kuhati te ga izbaciti iz bračnog kreveta. Prvi korak je tečaj za zaručnike. U isto vrijeme župnik nagovori Milku da s Antišom na tom tečaju održi predavanje budućim mladencima o svom uspješnom braku… |     |                      |             |             |                   |
| 15. | 7.  | "Mirovina"           | Zoran Sudar | Mario Raguž | 11. svibnja 2002. |
| Antiša se vraća iz Njemačke. Baš se zaželio Milke, djece i kuće. Već mu je dosta i Njemačke i bauštele. Milka ga nagovara da ode u mirovinu, no Antiša je još premlad. Ali zato je tu Jure koji zna doktora koji Antiši, za određenu svotu, može srediti invalidsku mirovinu. Istodobno, Štefa hvata išijas. I Biba zna jednog liječnika kojem namjerava poslati Štefa. Štef se, doduše, boji doktora i najradije bi nastavio trpjeti bolove samo da izbjegne pregled. Ali Biba je neumoljiva. Upozorava Štefa da je liječnik kojem ga šalje vrlo pošten. Igrom slučaja oba liječnika, i Jurin podmitljivac i Bibin poštenjak, nose isto prezime i rade u istoj bolnici.   |     |                      |             |             |                   |
| 16. | 8.  | "Poduzeće"           | Zoran Sudar | Mario Raguž | 18. svibnja 2002. |
| Štefovo nezadovoljstvo sve više raste, Neno spava do podne, stalno visi na internetu, nema posla, a telefonski računi samo rastu. U kući Hercegovaca situacija je potpuno drugačija, tamo posao cvjeta. Jure i njegov partner Jozo osnivaju novu tvrtku, prodavaonicu tehničke robe, a zbog tehničkih razloga direktor postaje baba Stana. Neno dobiva posao prodavača. Štef je u početku sumnjičav, no kada Neno već prvog radnog dana donese kući plaću, oduševljen je. Ipak, uskoro se pojavljuje Barbara, mutna Jurina prijateljica, koja u trgovinu donosi hrpu tekstilne robe sumnjiva podrijetla. Pokazalo se da je riječ o ukradenoj Flavijevoj ženskoj kolekciji. |     |                      |             |             |                   |
| 17. | 9.  | "Komadić sreće"      | Zoran Sudar | Mario Raguž | 25. svibnja 2002. |
| Večer je, i kod Prigoraca i kod Hercegovaca svi prate poznati kviz „Komadić sreće“ čiji je voditelj Oliver Mlakar. Baba i Deda gledaju u svojim kućama i kasne na početak emisije. Nedavno su sudjelovali kao natjecatelji, a sada bi to trebali ispričati ukućanima. Štef i Antiša puni su poruge i prema kvizu i prema natjecateljima. Baba i Deda se na to preplaše i istinu otkrivaju tek kada je više ne mogu sakriti – sudjelovao je samo Deda, dok Baba tvrdi da je nastupao sam. Cijela istina otkriva se tek na izravnom prijenosu kviza, na koji su svi pozvani.                                                                                                 |     |                      |             |             |                   |
| 18. | 10. | "Virtuoz"            | Zoran Sudar | Mario Raguž | 01. lipnja 2002.  |
| U stan Prigoraca doseljava se Dedin brat, kompozitor Miško, i to s klavirom. Uhvatila ga je inspiracija i mora stvarati. A kad umjetnik stvara, nema vremena za banalnosti poput kuhanja ili pranja suđa. Zato nije čudno što njegov dolazak najviše živcira Bibu. No, inspiracija je nepredvidiva, pa Miško sa stvaranjem baš i nema sreće. Većinu vremena provodi igrajući s Nenonom na kompjutoru, a obitelj odluči kompletne „Naše i vaše“ odvesti na operu. Na programu je „Otello“. Miškov dolazak poremeti i kućni mir Hercegovaca – ljubomorni Antiša umisli da ga Milka vara upravo s Miškom.                                                                     |     |                      |             |             |                   |
| 19. | 11. | "Prošnja"            | Zoran Sudar | Mario Raguž | 8. lipnja 2002.   |
| U pomalo spektakularnom nastupu, u kojem sudjeluju i Grga, Flavio i svirači, Neno zaprosi Ivu, a ona pristaje. Preostaje još samo okupiti obje obitelji za isti stol kako bi dogovorili sve detalje vezane uz pripremu vjenčanja. Još veće probleme ima zaljubljeni Jure sa svojom djevojkom Lucom, i on je prosi, ali ona odbija. Jure će joj morati dokazati da nije samo romantični ljubavnik u kojeg se zbog nje pretvorio, već i jedan od žestokih momaka koji se Luci sviđaju. |     |                      |             |             |                   |
| 20. | 12. | "Svadba"             | Zoran Sudar | Mario Raguž | 15. lipnja 2002.  |
| Svadbeni je dan, ali stvari ne idu onako kako bi trebale, Iva je sanjala da ju je u crkvi udario grom i sada ne želi na vjenčanje. Ubrzo stiže vijest da je grom zaista udario, no ne u crkvu, već u hotel u kojem se trebala održati svadbena proslava. Urok je ipak uklonjen i Iva se smirila, ali je trebalo pronaći novi prostor za slavlje. Odabran je kafić „Kod Grge“. Ceremonija vjenčanja završila je i gosti su trebali početi pristizati. Grga je svoj dio posla u organizaciji proslave obavio odlično, no isto se nije moglo reći za Antišu i Štefa – njih su dvojica zaboravila obavijestiti goste o promjeni mjesta proslave…                               |     |                      |             |             |                   |
| 21. | 13. | "Zajednički život"   | Zoran Sudar | Mario Raguž | 22. lipnja 2002.  |
| Nakon vjenčanja Iva dolazi živjeti kod Nene i njegove obitelji, no razdoblje prilagodbe ne prolazi bez problema. Sitna neslaganja između svekrve i snahe ubrzo prerastaju u veliku svađu. Iva Bibi zamjera posesivnost prema Neni, a Neni što dovoljno ne staje na stranu svoje supruge. Na kraju se Iva spakira i vrati roditeljima, ali ni tamo je ne dočekuju s oduševljenjem – Antiša je ljut što je pobjegla nakon prve svađe, a Jurina Luce već se prilično udomaćila. Neno ne zna što učiniti, no srećom tu je Flavio. |     |                      |             |             |                   |
| 22. | 14. | "Garsonijera"        | Zoran Sudar | Mario Raguž | 29. lipnja 2002.  |
| Kako vrijeme prolazi, mladencima postaje sve jasnije da se moraju osamostaliti i pronaći vlastiti stan. No, novca nemaju ni oni, a ni Štef i Antiša. Ipak, ukaže se povoljna prilika, Grga zna da Flavio poznaje čovjeka koji hitno prodaje garsonijeru po niskoj cijeni jer se seli na Novi Zeland. Sada samo još treba nagovoriti Štefa da proda vinograd u Zagorju koji mu je prije desetak godina prepisao Deda te uvjeriti Antišu da posegne za novcem iz svog crnog fonda. |     |                      |             |             |                   |
| 23. | 15. | "Pobuna"             | Zoran Sudar | Mario Raguž | 6. srpnja 2002.   |
| Epizoda pod nazivom „Pobuna“ donosi posebno iznenađenje za gledatelje. Snimljena u dokumentarno-igranom obliku, prikazuje pobunu glumaca protiv loših uvjeta rada. U epizodu je ubačena i skrivena kamera, pa će gledatelji moći vidjeti kako izgleda komunikacija s televizijskim urednicima i producentima. Također ćemo vidjeti kako su Štef i Antiša otkrili tko je najpopularniji. Ovo je ujedno i posljednja epizoda serijala „Naši i vaši“. |     |                      |             |             |                   |

## Produkcija
Pilot epizoda serije Naši i vaši prikazana je 14. travnja 2000. godine na HRT-u. Nakon emitiranja provedena je anketa Večernjeg lista među gledateljima, u kojoj je pilot pogledalo 44,7 % ispitanika, a njih čak 92,5 % izjasnilo se da želi nastavak serije. Na temelju tog pozitivnog odaziva, u rujnu iste godine odlučeno je da će se snimiti još šest nastavaka.
Publika je u anketi istaknula kako se u likovima i situacijama serije prepoznala, a kritika je pohvalila seriju kao „prvu domaću sapunicu koja je uspješno prikazala život obitelji različitih svjetonazora“. Mladi scenarist Mario Raguž zahvalio je iskusnom redatelju Vanči Kljakoviću na pomoći u razradi likova i dijaloga, dok je Kljaković naveo da je „intervenirao u tekst kako bi poboljšao ritam radnje“.
Prema komentarima gledatelja, Naši i vaši su se izdvajali zbog realističnog prikaza svakodnevice, dok je istodobno anketa pokazala da je pilot epizoda serije Veliki odmor, s kojom se paralelno provodilo istraživanje, doživljena previše socijalno angažiranom.

### Snimanje
Snimanje prve sezone završeno je 23. prosinca 2000. godine, a posljednja klapa pala je u kantini zagrebačke srednje Ekonomske škole u Medulićevoj ulici. Završetak snimanja obilježila je prijetnja glumačkog štrajka zbog neisplaćenih honorara.
Prema riječima tadašnjeg producenta, Hrvatska radiotelevizija se ugovorom obvezala isplatiti honorare glumcima u tri rate, no do posljednjeg dana snimanja nije bila uplaćena druga rata, koja se odnosila na već snimljene četiri epizode. Glumci su tada zaprijetili sudskom zabranom emitiranja serije, a spor je riješen nakon što je tadašnji ravnatelj HRT-a Mirko Galić osobno došao na set i obećao da će honorari biti isplaćeni najkasnije do ožujka 2001. godine. Unatoč početnom nezadovoljstvu, glumačka je ekipa nastavila snimanje, a završetak serije protekao je bez daljnjih incidenata.
Nakon uspjeha prve sezone, Dramski program HTV-a je sredinom prosinca 2001. godine najavio početak višemjesečnog snimanja novih nastavaka. Uz glumačku postavu iz prve sezone, u seriju su se pridružili i Dijana Bolanča, Ljubiša Samardžić i Goran Navojec. Scenarij je ponovno pisao Mario Raguž, uz pomoć savjetnice za scenarij Sanje Kovačević, a prema tadašnjim najavama Raguž i redatelj Vanča Kljaković razmatrali su uvođenje novih likova te još izraženijih zapleta, uključujući ljubavne trokute, pa čak i dramatične događaje poput samoubojstva jednog od likova.
Prije početka emitiranja novih epizoda snimljena je specijalna novogodišnja epizoda pod naslovom „Doček“, kojom je najavljen nastavak serije. Epizodu je režirao Zoran Sudar, a radnja se odvijala u stanu obitelji Prigorac te je uključivala tipične komične zaplete vezane uz doček Nove godine i druženje hercegovačke i prigorske obitelji. Sudar je tom prilikom izjavio da će se nakon novogodišnjeg specijala nastaviti intenzivno snimanje: planirano je čak 16 novih nastavaka, a cijeli je posao trebao završiti potkraj travnja 2002. godine. Tempo snimanja bio je vrlo zahtjevan, svaka epizoda snimala se u samo četiri dana, uz četiri dana proba.